# Burza dusz (film)
Burza dusz (łot. Dvēseļu putenis) – łotewski dramat historyczny z 2019 roku w reżyserii Dzintarsa Dreibergsa, ekranizacja powieści Aleksandrsa Grīnsa. Film był debiutem fabularnym reżysera, który wcześniej tworzył wyłącznie filmy dokumentalne.
Premiera filmu na Łotwie miała miejsce 8 listopada 2019, w pierwszy weekend po premierze obejrzało go ponad 25 tys. widzów, a w połowie grudnia stał się najczęściej oglądanym filmem w historii kraju – w ciągu pięciu pierwszych tygodni obejrzało go niemal 208 tys. osób.
Akcja filmu dzieje się podczas I wojny światowej. Główny bohater, szesnastoletni Artūrs Vanags, zgłasza się na ochotnika do wojska i dołącza do strzelców łotewskich.

## Obsada
W rolach głównych wystąpili:
- Oto Brantevics jako Artūrs Vanags
- Grēta Trušiņa jako Marta
- Mārtiņš Vilsons jako stary Vanags
- Rēzija Kalniņa jako matka
- Jēkabs Reinis jako Miķelsons
- Gatis Gāga jako Konrāds
- Raimonds Celms jako Edgars Vanags
- Renārs Zeltiņš jako Spilva
- Vilis Daudziņš jako Sala
- Ieva Florence jako Mirdza

Głównego bohatera zagrał niemający żadnego doświadczenia aktorskiego Oto Brantevics, wybrany spośród 1300 kandydatów. W filmie jako statysta zagrał ówczesny minister obrony Artis Pabriks, a w roli cameo wystąpił jego poprzednik Raimonds Bergmanis.

## Produkcja
Zdjęcia kręcono w bazie wojskowej w Ādaži (Liwonia).

## Nagrody i nominacje
Film był łotewskim kandydatem do Oscara dla najlepszego filmu nieanglojęzycznego, ale nie otrzymał nominacji. Znalazł się na liście 15 kandydatów do nagrody w kategorii najlepsza muzyka filmowa, ale ostatecznie nie znalazł się na krótkiej liście nominowanych.
W 2020 był nominowany do nagrody Lielais Kristaps w 11 kategoriach: najlepszy film, najlepsza reżyseria, najlepsze zdjęcia, najlepsza charakteryzacja, najlepsza muzyka, najlepszy montaż, najlepsze udźwiękowienie, najlepszy aktor pierwszoplanowy, najlepsza scenografia, najlepsza kostiumografia i najlepszy scenariusz. Wygrał w sześciu pierwszych kategoriach. Film otrzymał również, przyznawaną przez łotewską telewizję publiczną, nagrodę Kilograms kultūras w kategorii wydarzenie roku.